# Cedric Van Elven
Cedric Van Elven is een Belgisch boogschutter.

## Levensloop
Van Elven behaalde brons op het EK indoor van 1998 te Oldenburg.